# Un chapeau de paille d'Italie (film, 1928)
Pour les articles homonymes, voir Un chapeau de paille d'Italie (homonymie).
Pour plus de détails, voir Fiche technique et Distribution.
Un chapeau de paille d'Italie est un film muet français réalisé par René Clair, sorti en 1928.

## Synopsis
Alors que Fadinard est sur le point d'épouser Hélène, son cheval mange le chapeau d'Anaïs, une promeneuse. Or, celle-ci est en galante compagnie avec Émile, un militaire, et ne peut pas reparaitre sans son chapeau devant son mari, de peur d'éveiller ses soupçons. Elle exige donc que Fadinard lui apporte un chapeau identique. Tout en se rendant à la mairie suivi d'Hélène, de son futur beau-père et de ses invités, Fadinard tente, sans qu'ils ne se doutent de rien, de trouver le fameux chapeau.

## Fiche technique
- Titre original : Un chapeau de paille d'Italie
- Réalisation : René Clair, assisté de  Georges Lacombe
- Scénario et adaptation : René Clair, d'après la pièce éponyme d'Eugène Labiche et Marc Michel
- Photographie : Maurice Desfassiaux (en) et Nicolas Roudakoff
- Montage : René Clair
- Décors : Lazare Meerson
- Producteur : Alexandre Kamenka
- Société de production : Films Albatros
- Pays de production : France
- Format : Noir et blanc - 35 mm - Film muet
- Genre : Comédie
- Durée : 115 minutes
- Date de sortie : 
  - France : 13 janvier 1928

## Distribution
- Albert Préjean : Fadinard
- Geymond Vital : le lieutenant Emile Tavernier
- Olga Tchekhova : Anaïs Bauperthuis
- Jim Gérald : Bauperthuis
- Marise Maïa : Hélène
- Yvonneck : Nonancourt, le beau-père
- Paul Ollivier : l'oncle Vézinet
- Louis Pré fils : le cousin Bobin
- Alice Tissot : une cousine
- Alexis Bondireff : un cousin
- André Volbert : le maire
- Alex Allin : Félix
- Valentine Tessier : une cliente chez la modiste
- Jane Pierson : tante Jeanne
- Nino Constantini, Antoine Stacquet, Hubert Daix : invités de la noce

## Critique
« Le rythme [du film], fondamental pour préserver en la transposant la verve du dialogue de Labiche, reposait sur des enchainements et une direction d'acteurs moins psychologique que dynamique, tout à fait adaptés au naturel d'Albert Préjean, promu jeune premier ».

## Musique du film
- En 1952, René Clair a demandé à Georges Delerue de composer une musique pour illustrer le film[réf. souhaitée].